# Catalunya Acció
Catalunya Acció (en español: Cataluña Acción) es una organización política española de ideología independentista catalana fundada en 2004, que tiene como objetivo la independencia los denominados Países Catalanes para cerca del año 2014. Su presidente ejecutivo es el empresario y escritor Santiago Espot y su director general el economista Josep Castany.
Según la definición que hacen en la web, su batalla es una batalla de ideas, siendo el pensamiento y la palabra sus armas. El 10 de septiembre de 2008 presentó el Cant de la Independència, una composición musicada por el cantautor Josep Meseguer sobre un himno escrito por Vicenç Albert Ballester i Camps con arreglos musicales de Jordi Prades.
Desde el punto de vista electoral, Catalunya Acció tiene previsto presentarse a elecciones catalanas. Por eso ha creado la marca Força Catalunya como posible marca electoral. Con todo, Santiago Espot apoyó la iniciativa Suma Independència en diciembre de 2009. Esta organización tiene por objetivo crear una candidatura de cara a las elecciones al Parlamento de Cataluña de 2010 que agrupe las diversas fuerzas políticas que quieren conseguir la independencia de Cataluña, siguiendo el modelo de Reagrupament.
El 19 de julio, formó parte de una reunión de diversos partidos y colectivos independentistas, junto con Bloc Sobiranista Català, el CADCI, el Cercle Català de Negocis, Crida per la Terra, CUP de Arenys de Munt, Democràcia Catalana, Els Verds i Alternativa verda, Estat Català, Suma Independència, Partit Republicà Català, Reagrupament, y Unitat Nacional Catalana, con el mismo fin de sopesar la presentación de una coalición soberanista de cara a las elecciones al Parlamento de Cataluña de 2010.
Finalmente, ante la imposibilidad de un acuerdo para la creación de una gran coalición independentista entre Reagrupament y Solidaritat Catalana per la Independència la organización ha optado por no pedir el voto para ninguna de las dos opciones. Sin embargo, de cara a las elecciones municipales de 2011 se sumó a Solidaritat Catalana, siendo su líder, Santiago Espot, el candidato de ésta por Barcelona.